# Astrid Assefa
Astrid Assefa, född Astrid Margaretha Engelbrektsson 7 februari 1953 i Arvika, är en svensk skådespelare, sångerska, teaterregissör och teaterchef.

## Biografi
Assefa är uppvuxen i Säffle och studerade senare vid Statens scenskola i Göteborg och har efter studierna varit engagerad vid Dramaten, Riksteatern, Folkteatern i Gävle och Stockholms stadsteater, och har arbetat som teaterpedagog vid Addis Abeba University  i Etiopien. Hon var chef för Dalateatern i Falun 2002-2009 och blev även ordförande för Dramatiska Institutets styrelse. Hon var expert i den statliga utredningen Invandrarpolitiska Kommittén. 
Astrid Assefa debuterade som sommarpratare i radion 2005.

## Filmografi
- 1967 – Mowgli
- 1978 – Kvinnoborgen
- 1991 – Villfarelser
- 1992 – Blueprint (TV-serie)
- 1995 – 30:e november
- 1995 – Snoken (TV-serie)
- 1997 – 9 millimeter
- 1997 – OP7 (TV-serie)
- 2002 – Tolken (kortfilm)
- 2003 – Skeppsholmen (TV-serie)
- 2009 – De halvt dolda (TV-serie)
- 2011 – Stockholm Östra
- 2013 – IRL
- 2014 – Kick It
- 2014 – Raskortet
- 2015 – Arne Dahl: Efterskalv (TV-serie)
- 2016 – Kubo och de två strängarna (röst som Kameyo)
- 2016 – Maria Wern: Dit ingen når (TV-serie)
- 2016 – Rebecka Martinsson (TV-serie)
- 2018 – She-Ra och prinsessrebellerna (TV-serie) (röst som Shadow Weaver)
- 2020 – Gåsmamman (TV-serie)
- 2020 – Själen (röst som Dorothea Williams)
- 2021 – Encanto (röst som Abuela)
- 2022 – Minioner: Berättelsen om Gru (röst som Mästare Chow)

## Teater

### Roller (ej komplett)
| År   | Roll                                        | Produktion | Regi                  | Teater                                      |
| ---- | ------------------------------------------- | --- | --------------------- | ------------------------------------------- |
| 1978 |                                             | Hedersgästerna Sandro Key-Åberg                                                                                          | Barbro Larsson        | Dramaten                                    |
| 1979 |                                             | Joe Hill B.Stavies | Christian Lund        | Riksteatern                                 |
| 1980 |                                             | När den röda fågeln sjunger Rose Lagercrantz                                                                             | Silvia Bergman        | Riksteatern                                 |
| 1982 |                                             | Aniara Harry Martinson                                                                                                   | Helge Skoog           | Unga Klara/Stadsteatern                     |
| 1983 | Blanche                                     | Linje Lusta Tennessee Williams                                                                                           | Jurij Ledermann       | Scenskolan i Göteborg                       |
| 1983 |                                             | Häxkitteln Arthur Miller                                                                                                 | Håkan Bjerking        | Angereds Teater                             |
| 1984 | Ismene                                      | Antigone Sofokles | Håkan Bjerking        | Angereds Teater                             |
| 1984 |                                             | Ett experiment Hjalmar Bergman                                                                                           | Hasse Alfredson       | Dramaten                                    |
| 1985 | Dorothy                                     | Trollkarlen från Oz i bearbetning av Barbro Lindgren                                                                     | Palle Grandisky       | Dramaten                                    |
| 1985 |                                             | Don Juan Molière | Peter Luckhaus        | Dramaten                                    |
| 1986 |                                             | Macbeth Shakespeare | Christian Tomner      | Dramaten                                    |
| 1986 | Euphrosine                                  | Slavarnas ö Marivaux | Göran Graffman        | Dramaten                                    |
| 1986 | Prothoe                                     | Penthesilea von Kleist                                                                                                   | Hilda Hellwig         | Dramaten                                    |
| 1987 |                                             | Jag är svensk jag är svart, teatral och musikalisk förest. med Elise Einarsdotter Ensemble Margareta Garpe/Astrid Assefa | Margareta Garpe       | Mosebacke och turné                         |
| 1988 | Annie Palwska                               | Pariserliv Göran O. Eriksson                                                                                             | Olle Pettersson       | Länsteatern Hörnösand                       |
| 1988 | Anna                                        | Värmlänningarna Dahlgren                                                                                                 | Olle Pettersson       | Stockholms Parkteater                       |
| 1989 | Susanna                                     | Figaros bröllop Pierre de Beaumarchais                                                                                   | Åsa Melldahl          | Riksteatern                                 |
| 1991 |                                             | Dä ordner sig, cabaret                                                                                                   | Astrid Assefa         | Turteatern i Värmland                       |
| 1991 |                                             | Helga Wrede, revy Lena Persson, Eva Moberg, Kajsa Ohlsson m.fl.                                                          | Olof Willgren         | Intiman, Vasateatern, turné                 |
| 1991 |                                             | Tokans dröm Aino Trosell                                                                                                 | Rikard Johansson      | turné                                       |
| 1992 |                                             | Högerprassel Adde Malmberg, Henrik Schildt                                                                               | Henrik Johansson      | Länsteatern Örebro                          |
| 1993 | Drottning                                   | Henry VI Shakespeare | Ulf fembro            | Folkteatern i Gävleborg                     |
| 1993 |                                             | Rasrisk, teatral och musikalisk föreställning tillsammans med pianisten Elise Einarsdotter                               | Karin Enberg          | turné                                       |
| 1996 |                                             | 900 Oneonta Street David Beaird                                                                                          | Gustaf Elander        | Stockholms stadsteater                      |
| 1997 |                                             | 3 x Medea Euripides | Karin Enberg          | Stockholm, Umeå, Rinkeby                    |
| 1997 |                                             | Alla tiders kvinnor Lena Söderblom                                                                                       | Lena Söderblom        | Mosebacke, turné                            |
| 1998 |                                             | Ta för dej! med Assefa Band, teatral och musikalisk föreställning                                                        | Karin Enberg          | turné                                       |
| 1999 |                                             | Nils Holgersson Selma Lagerlöf                                                                                           | Västanå Teater        | Västanå Teater, Sunne                       |
| 2000 |                                             | Salong Cirkeln med Assefa Band och gäster, litterär och musikalisk salong                                                |                       | Restaurang Cirkeln, Stockholm               |
| 2001 |                                             | Getterna i trädet Tahar Ben Jelloun                                                                                      | Kent Ekberg           | Enskedespelet                               |
| 2002 |                                             | Gå i mitt gräs Elsie Johansson, bearbetning Hélène Ohlsson och Astrid Assefa                                             | Hélène Ohlsson        | Dalateatern                                 |
| 2007 |                                             | Romeo och Juliet Shakespeare                                                                                             | Pontus Plaenge        | Dalateatern                                 |
| 2008 |                                             | Ben, boa och bananblad tillsammans med gitarristen Ari Stockås, litterärt och musikaliskt afro-collage                   |                       | Dalateatern                                 |
| 2009 |                                             | Seven Paula Cizmar, Catherine Filloux, Gail Kriegel, Carol K. Mack, Ruth Margraff, Anna Deveare-Smith, Susan Yankowitz   |                       | Riksteatern                                 |
| 2013 |                                             | Päron Athena Farrokhzad                                                                                                  | Kajsa Isakson         | ung scen öst                                |
| 2015 |                                             | True Colors Lidija Prazovic                                                                                              | Astrid Assefa         | ung scen öst                                |
| 2017 |                                             | Förklädd Gud Gullberg/Larsson                                                                                            | Malin stenberg        | Folkoperan                                  |
| 2017 |                                             | Ormarna Marie Ndiaye | Astrid Assefa         | SR Drama                                    |
| 2017 |                                             | Pappas bil Lidija Prazovic                                                                                               | Astrid Assefa         | ung scen öst                                |
| 2018 | Eivor                                       | Släktkalaset Maria Blom                                                                                                  | Bobo Lundén           | Västerbottensteatern                        |
| 2018 |                                             | DNA Tove Sahlin, Malin Holgersson                                                                                        | Tove Sahlin           | Backa Teater                                |
| 2019 | Fröken Oliviero, Manuela Solara, Rosa m.fl. | Min fantastiska väninna Elena Ferrante                                                                                   | Maria Sid             | Kulturhuset Stadsteatern/ Årsta Folkets hus |
| 2019 | Hazel                                       | Barnen (The Children) Lucy Kirkwood                                                                                      | Karin Enberg          | Riksteatern                                 |
| 2020 |                                             | De sista vittnena Svetlana Aleksijevitj                                                                                  | Ulla Kassius          | Dramaten                                    |
| 2020 | Miriam                                      | Lång natts färd mot dag Åsa Lindholm                                                                                     | Åsa lindholm          | Kulturhuset Stadsteatern                    |
| 2021 | Babs                                        | Livet suger Aaron Posner                                                                                                 | Elisabet Klason       | Playhouse Teater                            |
| 2022 | mamma                                       | Härifrån, Ljuddrama Jason Diakité                                                                                        | Michael Bekele        | Storytel                                    |
| 2022 | Madam KOto                                  | Den omättliga vägen Ben Okri                                                                                             | Josette Bushell Mingo | Dramaten                                    |